# Vaksala kyrka
Vaksala kyrka är en kyrkobyggnad i Uppsala i Uppsala stift. Kyrkan är församlingskyrka i Vaksala församling. Kyrktornet är 76 meter högt och syns från motorvägen på E4 i Uppsala. Strax väster om kyrkan finns en kyrkbod av tegel från slutet av 1400-talet. Nordväst om kyrkan ligger en prästgård från 1700-talet.

## Kyrkobyggnaden
Kyrkan byggdes under sent 1100-tal i romansk stil. Vid mitten av 1200-talet byggdes sakristian. Senare samma århundrade revs koret och ersattes av ett nytt med samma bredd som övriga kyrkan. Omkring år 1300 fick den en höggotisk stil då långhusets väggar byggdes på med två meter till sin nuvarande höjd. Kyrkan målades invändigt. Långhus och kor täcktes då av ett högt tunnvalv av trä vars högsta del låg 3,5 meter ovanför nuvarande tegelvalv. Omkring mitten av 1300-talet eller något senare försågs långhus och kor med fyra ribbvalv av tegel.  Omkring år 1400 byggdes vapenhus åt norr och söder som revs åren 1783-1785.
Albertus Pictor eller hans verkstad målade de norra och södra kapellen under andra hälften av 1400-talet.  Vid en restaurering 1793-95 kalkades målningarna över. 1929 togs målningarna fram men de var svårt skadade, men konturerna av figurerna och lite av färgerna är synliga idag.
1749 flyttades de båda kyrkklockorna in i tornet från att tidigare ha hängt i en fristående klockstapel.

## Inventarier
- Altarskåpet, ett av de större i landet, tillverkat i Antwerpen ca 1510 skildrar Jesu lidande och död med korsfästelsen som centralbild.
- Predikstolen i gustaviansk stil är tillverkad 1795.
- Brudbänken (biskopsstolen) från 1100-talet är kyrkans äldsta inventarium vilken är placerad mot norra väggen i koret.
- Kyrkan äger sex äldre ljuskronor av malm. Stora ljuskronan i korsmitten köptes in 1658.
- Av kyrkans kyrkklockor är stora klockan gjuten år 1534, omgjuten år 1769 och 1844. Den väger omkring 2200 kg och dess slagton är ciss1. Lilla klockan är gjuten år 1650. Omgjuten år 1896 av K.G Bergholtz klockgjuteri. Den väger omkring 750 kg och dess slagton är fiss1.

## Adelsvapen
I kyrkorummet hänger 4 st olika adelsvapen.
Adliga ätten Duse (nr 119). Carl von Linnés andra dotter Sara Christina von Linné, född 1751, död 1835-01-17 ingift år 1794 med Hans Henrik Duse ligger begraven på kyrkogården.
Adliga ätten Transehe Von Roseneck (nr 296), utdöd 1710-05-09. I kyrkan ligger Joakim Henrik, död 1688-02-25.
Adliga ätten Rosenstielke (nr 569). utdöd 1661. Carl Rosinger, adlad Rosenstielke, ligger begravd i kyrkan.

## Orgel
- En orgel med 5 stämmor skänktes 1687 till kyrkan. Orgeln reparerades 1765.[1] Orgeln såldes 1804 till Börje kyrka
- 1806 byggde Olof Schwan, Stockholm en orgel. 1936 byggdes orgeln om av Bo Wedrup, Uppsala.
- Den nuvarande orgeln byggdes 1985 av Grönlunds orgelbyggeri, Gammelstad och är en mekanisk orgel med slejflådor.[2]. Fasaden är från 1806 års orgel ritad av Olof Tempelman. Tonomfånget är på 56/30.

| Huvudverk I                 | Svällverk II      | Pedal          | Koppel |
| Borduna 16' (1806)          | Fugara 8'         | Subbas 16'     | I/P    |
| Principal 8' (1806)         | Gedackt 8'        | Octava 8'      | II/P   |
| Vox Candida 8' (1860-talet) | Principal 4'      | Gedackt 8'     | II/I   |
| Gedackt 8' (1806)           | Spetsflöjt 4'     | Quint 5 1⁄3'   |        |
| Octava 4' (1806)            | Spetsquint 2 2⁄3' | Octava 4'      |        |
| Fleut 4' (1806)             | Waldflöjt 2'      | Rauschquint II |        |
| Quinta 3'                   | Ters 1 3⁄5'       | Basun 16'      |        |
| Octava 2' (1806)            | Scharf II         | Trumpet 8'     |        |
| Mixtur III 1 1⁄3'           | Vox humana 8' D   | Trumpet 4'     |        |
| Trumpet 16'                 | Tremulant         |                |        |
| Trumpet 8'                  | Crescendosvällare |                |        |
| Vox Virginea 8' D           |                   |                |        |

### Positiv
1960 byggde I Starup & Sön, Köpenhamn ett mekanisk positiv med slejflåda. Tonomfånget är på 56.
| Manual            |
| Gedakt 8'         |
| Rörflöjte 4'      |
| Principal 2'      |
| Scharf I          |
| Crescendosvällare |

## Bildgalleri

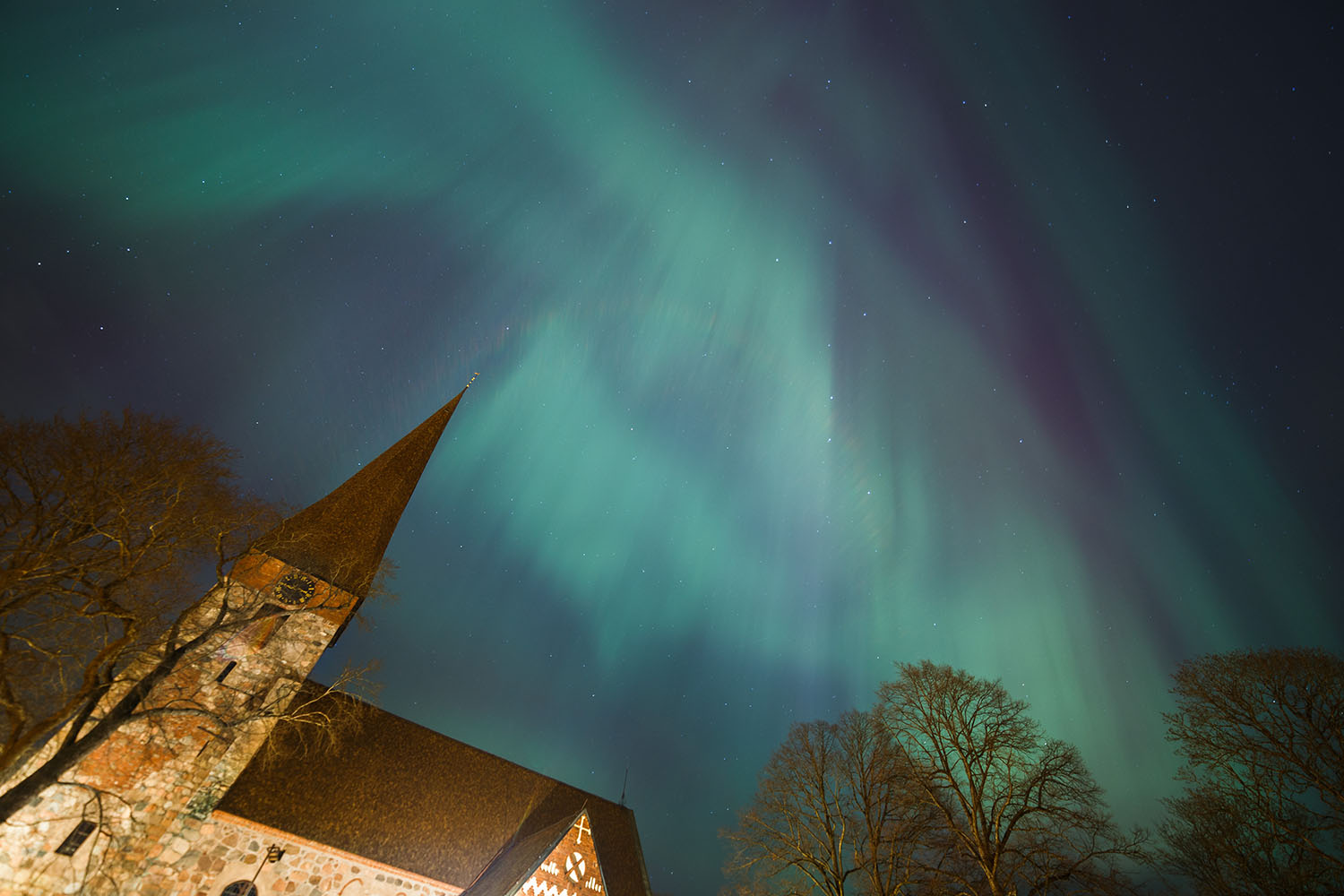
Norrsken över Vaksala kyrka.
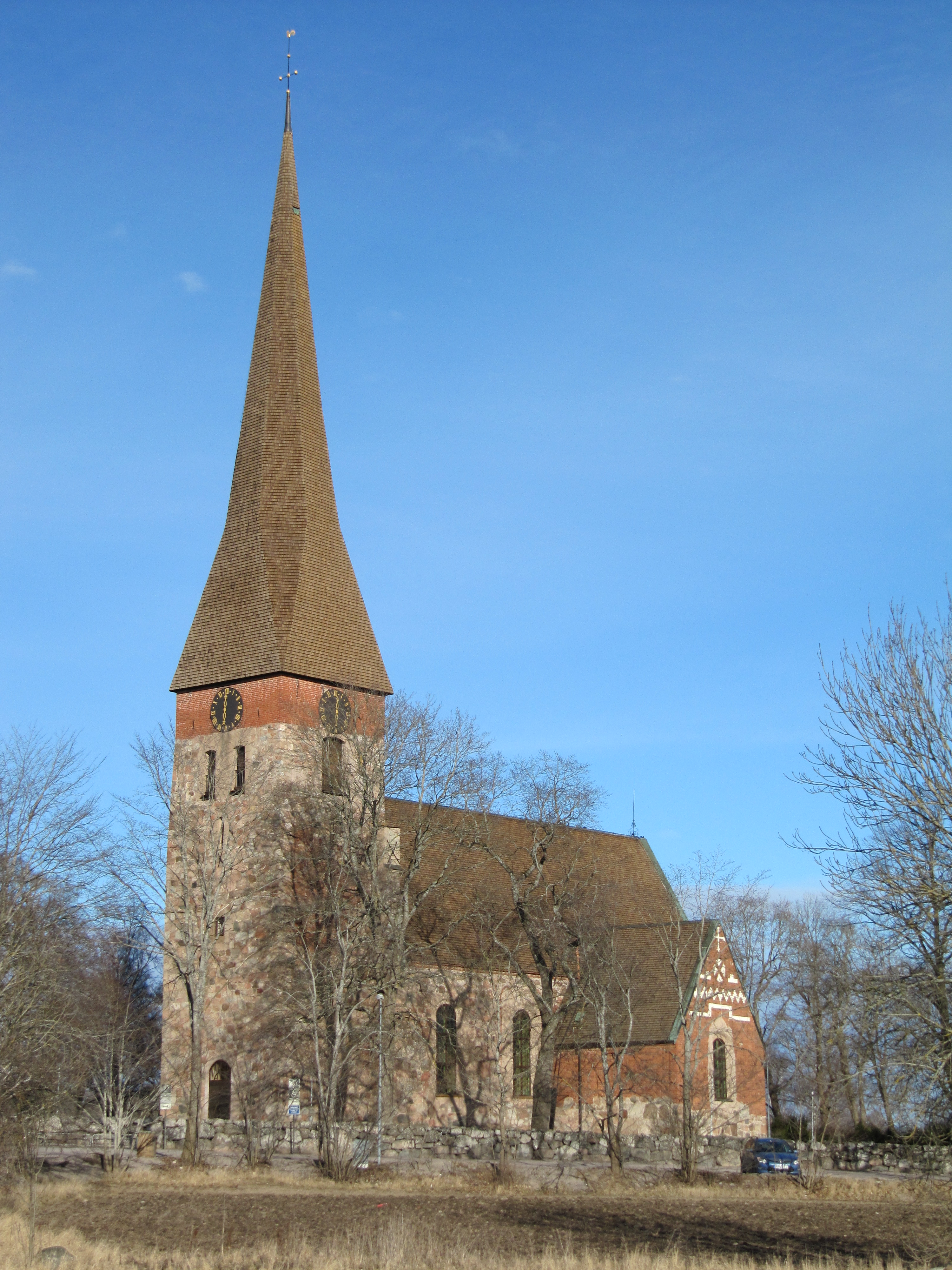
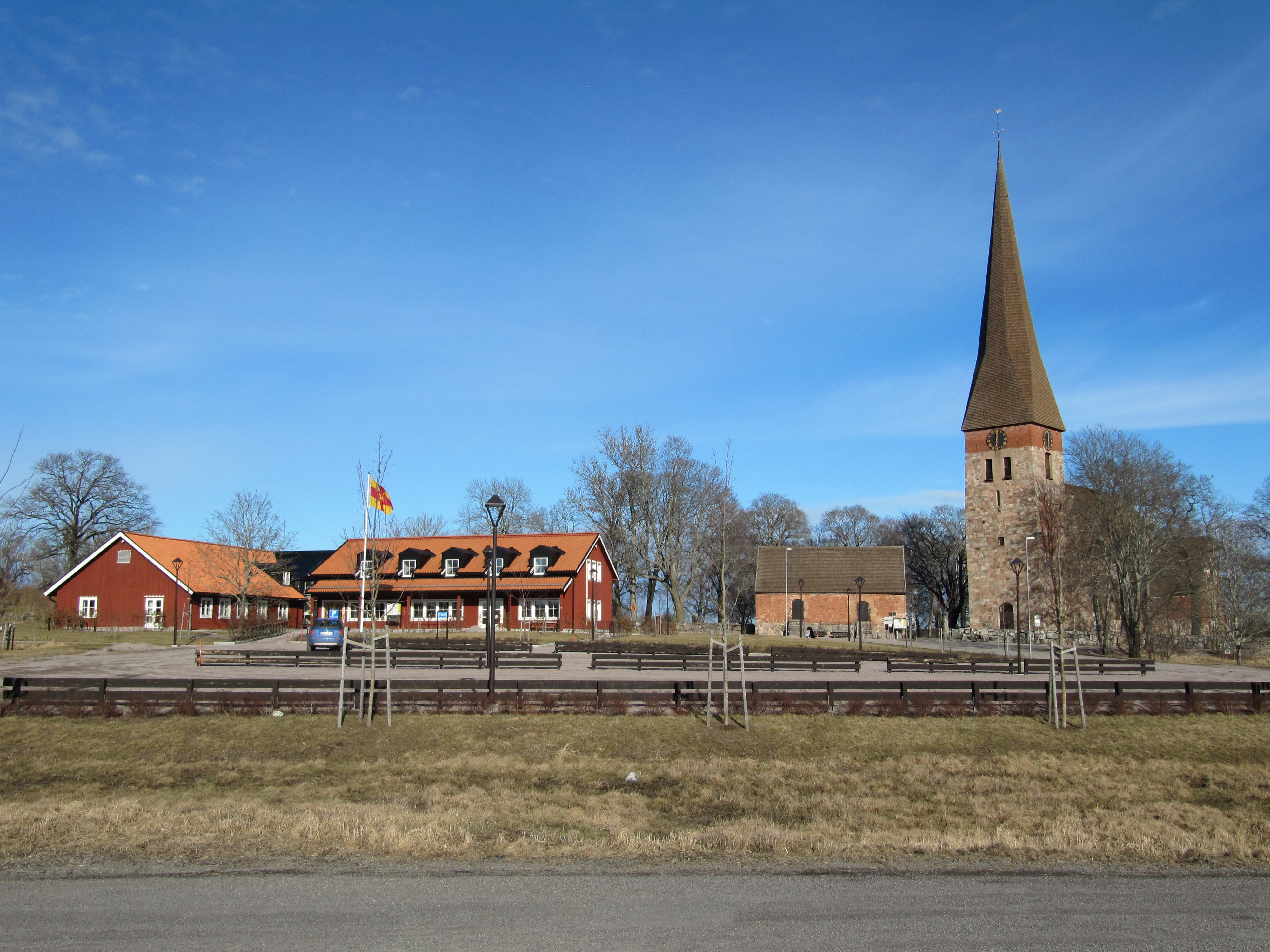
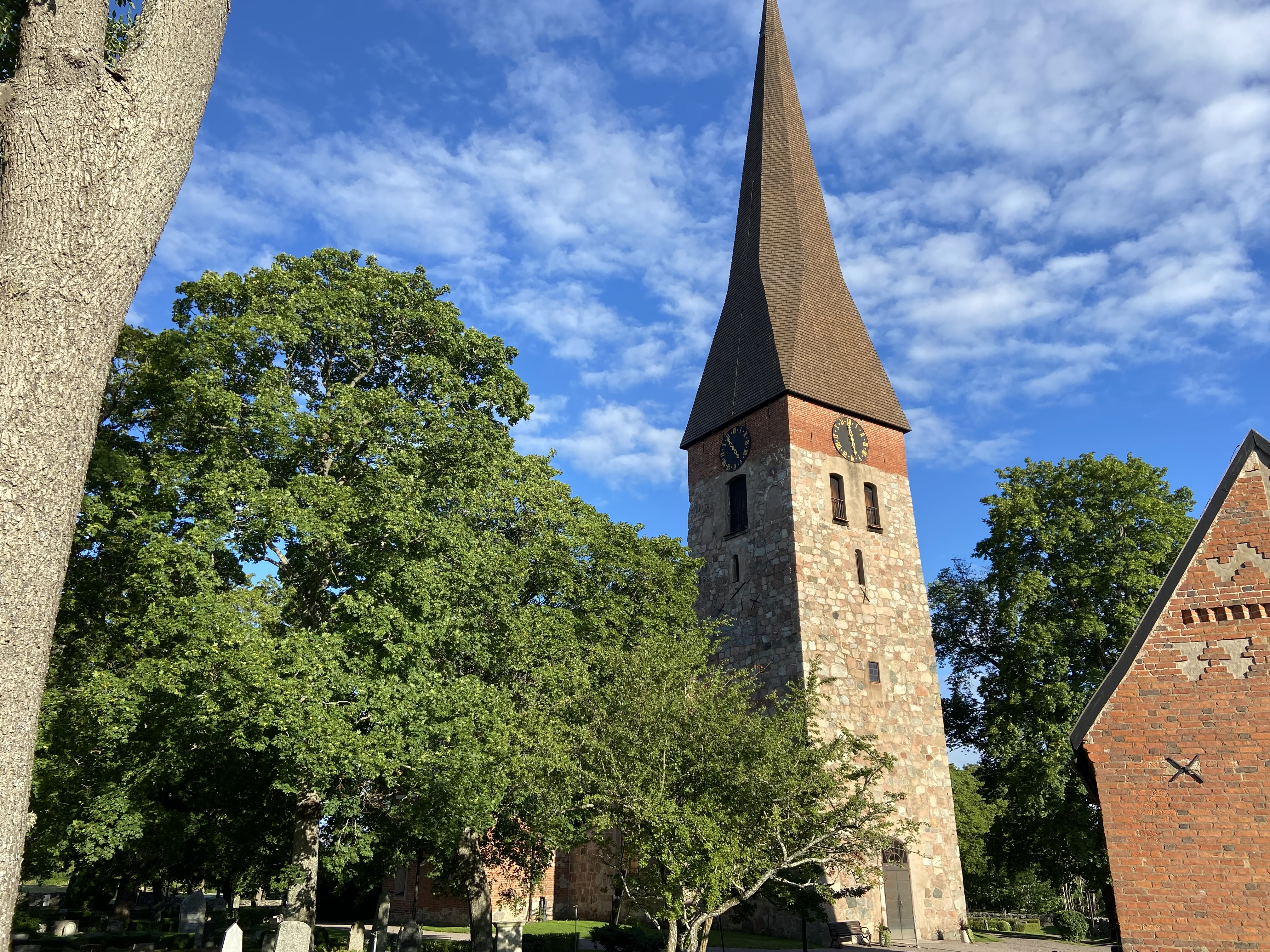

### Webbkällor
- Upplandia.se - En site om Uppland
- Vaksala församling: Vaksala kyrka

1. ↑  Abrahamsson Hülpers, Abraham (1773) (på Svenska). Historisk Afhandling om Musik och Instrumenter särdeles om Orgwerks Inrättningen i Allmänhet jemte Kort Beskrifning öfwer Orgwerken i Swerige. Västerås: Johan Laurentius Horrn. sid. 255. Libris 2413220
2. ↑  Grönlunds hemsida, läst 2016-10-01
3. ↑  Jan Håkan Åberg, red (1990). Inventarium över svenska orglar: 1990:II, Uppsala stift. Svenska kyrkan i utlandet. Tostared: Förlag Svenska orglar. Libris 4108784